# Carl Gustaf Svingel
Carl Gustaf Svingel, ursprungligen Samuelsson, född 1916 i Hjärtum, död i november 1995, var en svensk operasångare och hjälparbetare i Tyskland efter andra världskriget.

## Biografi
Carl Gustaf Svingel växte upp i Hjärtum i södra Bohuslän. Han hade en ensamstående mor och kom tidigt till Hjärtums barnhem och efter folkskolan som dräng till Krokstorp i Hjärtum. Men hans fysik klarade inte hårt kroppsarbete och myndigheterna skickade honom då till Vanföreanstalten i Göteborg för utbildning till skräddare. Där upptäcktes att Svingel hade en vacker sångröst och han fick sångutbildning hos musikdirektören Elof Benktander. Mot slutet av 1930-talet flyttade Svingel till Stockholm för att fortsätt med sångstudierna. Han fick Adelaide von Skilondz som sångpedagog och debuterade efter några år på Kungliga Teatern med 
rollen Erik i Värmlänningarna.
Efter andra världskriget fick han ett gästengagemang för sex månader i Hamburg med början sommaren 1952. Han sjöng tenorstämman Max i Carl Maria von Webers Friskytten. En dag mötte han några svenskar som startat hjälptransporter med kläder, mat och andra förnödenheter till läger för internflyktingar i Schleswig-Holstein. När han såg nöden i Tyskland bestämde han sig för att lämna operakarriären och engagera sig i flyktinghjälpen. Organisationen Inomeuropeisk Mission hyrde hus i Hannover och Berlin och inrättade hjälpstationer för den tyska befolkningen. Svingel flyttade till Hannover och arbetade vid hjälpstationen Cloppenburg.

## Svenska Victoriaförsamlingen
Svenska Victoriaförsamlingen i Berlin var aktiv även under andra världskriget och gömde under pastorerna Birger Forell, Erik Perwe och Erik Myrgren i sina lokaler i Wilmersdorf förföljda som var efterlysta av de nazistiska myndigheterna. Hösten 1954 flyttade Svingel till Berlin för att försöka starta ett rekreationshem för gamla. Han tog kontakt med Lutherska världsförbundet som var positivt och reste till Stockholm för att sätta igång en insamling för att köpa ett lämpligt hus i Berlin. 1959 blev finansieringen för köpet och driften av Haus Victoria klar.

### Haus Victoria
Haus Victoria, beläget i Grunewald i Västberlin, invigdes i slutet av 1959 som rekreationshem för gamla. Nödställda från Östtyskland bodde på hemmet i tre veckor. Till föreståndare utsågs Carl Gustaf Svingel. Sommaren 1954 bjöd en svensk familj hem en tysk familj till sig i Sverige. Den ena dottern i den tyska familjen hade tidigare under året vistats hos den svenska familjen som så kallat Berlinbarn. Fru Imma lärde sig svenska och hennes döttrar fick en fosterfamilj och började i svensk skola. Imma fick en anställning på Haus Victoria och blev senare husmor fram till 1984.

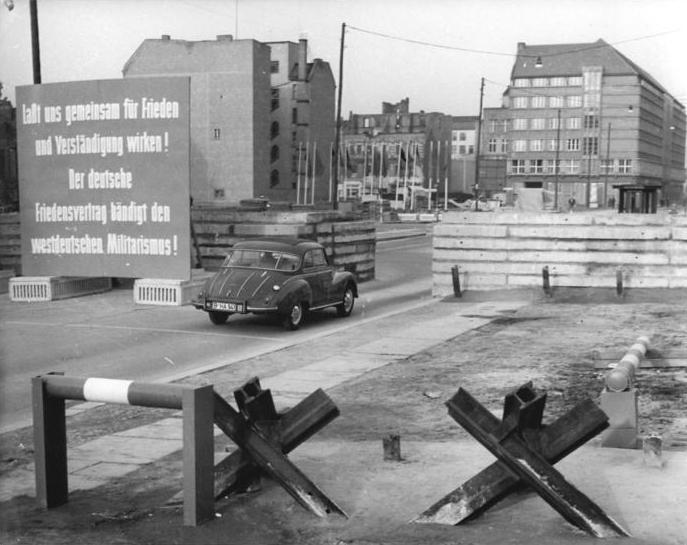
Checkpoint Charlie, 1961.

I augusti 1961 byggdes Berlinmuren och personer från Östtyskland kunde därefter inte längre utan vidare passera gränsen; för pensionärer var de östtyska myndigheterna dock mer generösa med att ge utresetillstånd eftersom de inte längre arbetade.

## Mannen mellan öst och väst
Svingel hade satsat mycket på att hjälpa människor i nöd. Han ville också att Haus Victoria skulle bli en mötesplats mellan öst och väst. Han hade byggt upp goda kontakter med borgmästaren Willy Brandt i Västberlin och den västtyska partipampen Herbert Wehner. Det hände att alla tre träffades på Haus Victoria och samtalade om storpolitiska frågor som klassades som statshemligheter, i form av inofficiella samtal kring Västtysklands Ostpolitik. Svingel medverkade till att förmedla friköp av politiska fångar från DDR. I början skedde detta som en utbytestrafik som myndigheterna accepterade. Svingel fick senare en nyckelroll i den människosmuggling som började med Berlinmuren.
Willy Brandt utfärdade också stipendium till studenter i Väst. Flera flyktingsmugglare, även svenska studenter hamnade i östtyska fängelser.
Svingel gifte sig med den mångåriga medarbetaren och husfrun Imma 1991. Han var som pensionär fortsatt bosatt på Fasanenstrasse i Charlottenburg i Berlin, även efter Berlinmurens fall, och avled 1995. Änkan Imma var i många år fortsatt verksam inom Victoriaförsamlingen.

## Utmärkelser
- H.M. Konungens medalj, 8:e storleken i serafimerordens band, 1981.[10]